# Crkva sv. Roka u Dubrovniku
Crkva sv. Roka, zaštićeno kulturno dobro u Dubrovniku.

## Opis dobra
Crkva sv. Roka smještena je u zapadnome dijelu povijesne jezgre, u ulici Sv. Roka. Građena je polovicom 16.st., kamenim pravilnim klesancima kao jednobrodna građevina s kvadratičnom apsidom, bačvasto svođena s portalom u osi i preslicom. Građena je stilom zrele renesanse, s vrlo naglašenom plastikom glavnog portala, što se nastavlja i u elevaciji sve do postolja s trostrukom preslicom. Nakon francuske okupacije pretvorena je u skladište. Po obnovi početkom ovog stoljeća ponovno je privedena kultu a nakon potresa 1979. pretvorena je u crkveni depo.

## Zaštita
Pod oznakom Z-7252 zavedena je kao nepokretno kulturno dobro - pojedinačno, pravna statusa zaštićena kulturnog dobra, klasificiranog kao sakralna graditeljska baština.